# Andreas (voornaam)
Andreas is een jongensnaam. De naam Andreas komt van het Griekse andreios en betekent "manhaftig", "mannelijk" of "dapper". De naam was in Nederland al in de vroege middeleeuwen populair.

## Varianten
De volgende namen (o.a.) zijn varianten of afgeleiden van Andreas:
- André, Andree, Andrees, Andreus, Andrienus, Andries, Drees, Dreewes, Dries, Driesse

De naam komt ook in andere talen voor:
- Catalaans: Andreu
- Duits: Andreas
- Engels: Andre, Andrew, Andy, Drew
- Fins: Antti
- Frans: André
- Hongaars: András, Andrassy, Andor
- Italiaans: Andrea, Andreolo
- Litouws: Andrius
- Lets: Andris
- Pools: Andrzej
- Russisch: Andrej
- Scandinavië: Anders
- Spaans: Andrés, Andreo
- Tsjechisch: Andrej, Ondřej

## Bijbel
In het Nieuwe Testament is Andreas de naam van een van Jezus' apostelen. Zijn naamdag is op 30 november.

## Heiligen
- Andreas Avellinus, Siciliaanse heilige
- Andreas Bobola, Poolse martelaar
- Andreas Corsini, Italiaanse heilige
- Andreas van Trier, Duitse heilige

## Koninklijke hoogheden en adel

### Koningen van Hongarije
- Andreas I van Hongarije (1047-1060)
- Andreas II van Hongarije (1205-1205)
- Andreas III van Hongarije (1290-1301)

### Andere koninklijke hoogheden en edellieden
- Andreas van Griekenland, prins van Griekenland
- Andreas van Saksen-Coburg en Gotha

## Bekende naamdragers

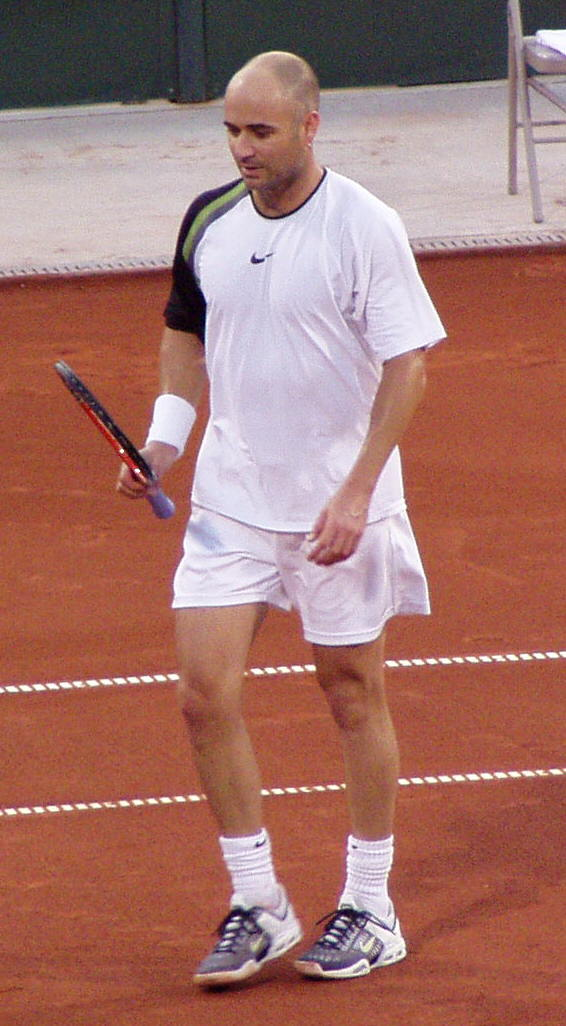
Andre Agassi

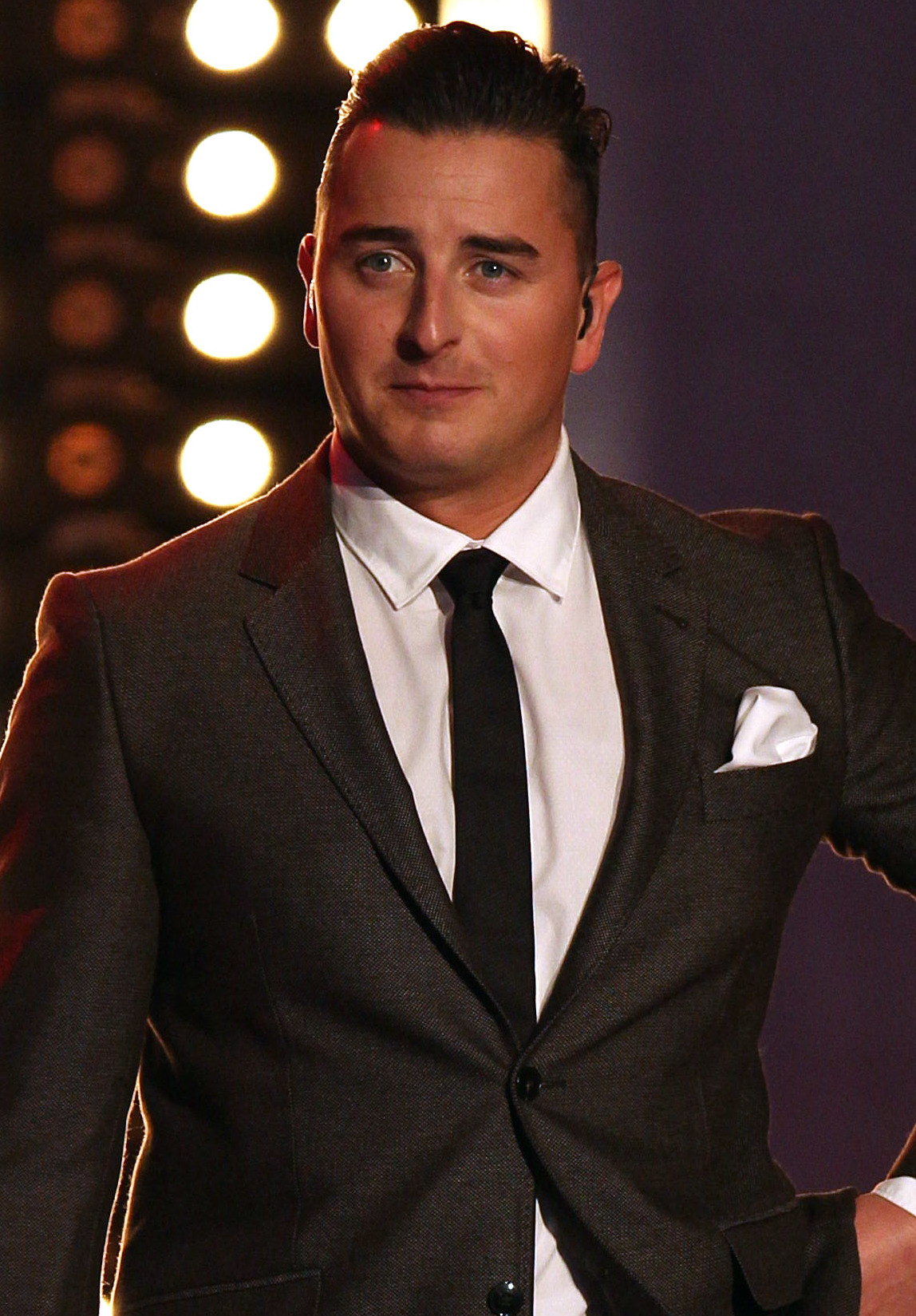
Andreas Gabalier

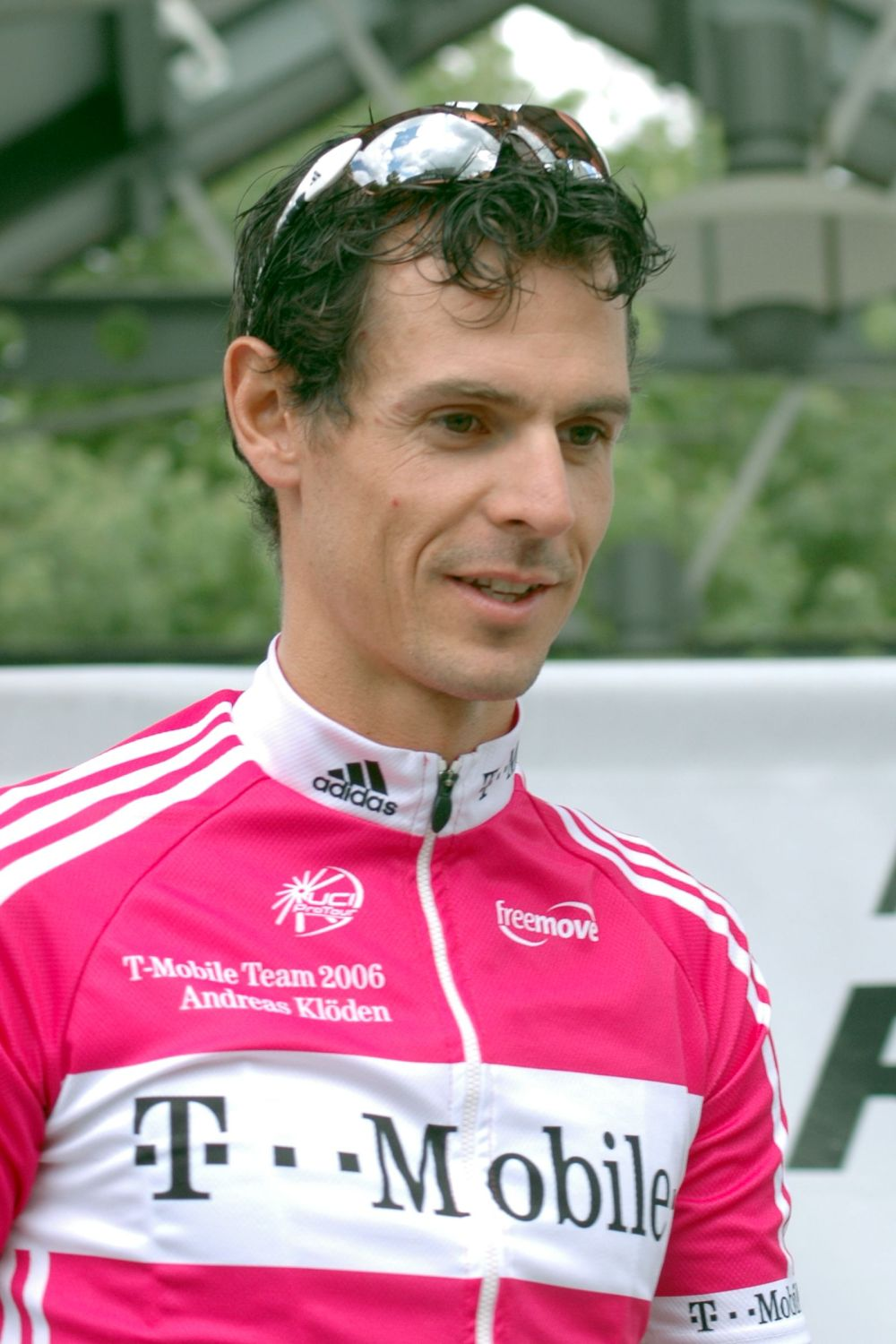
Andreas Klöden

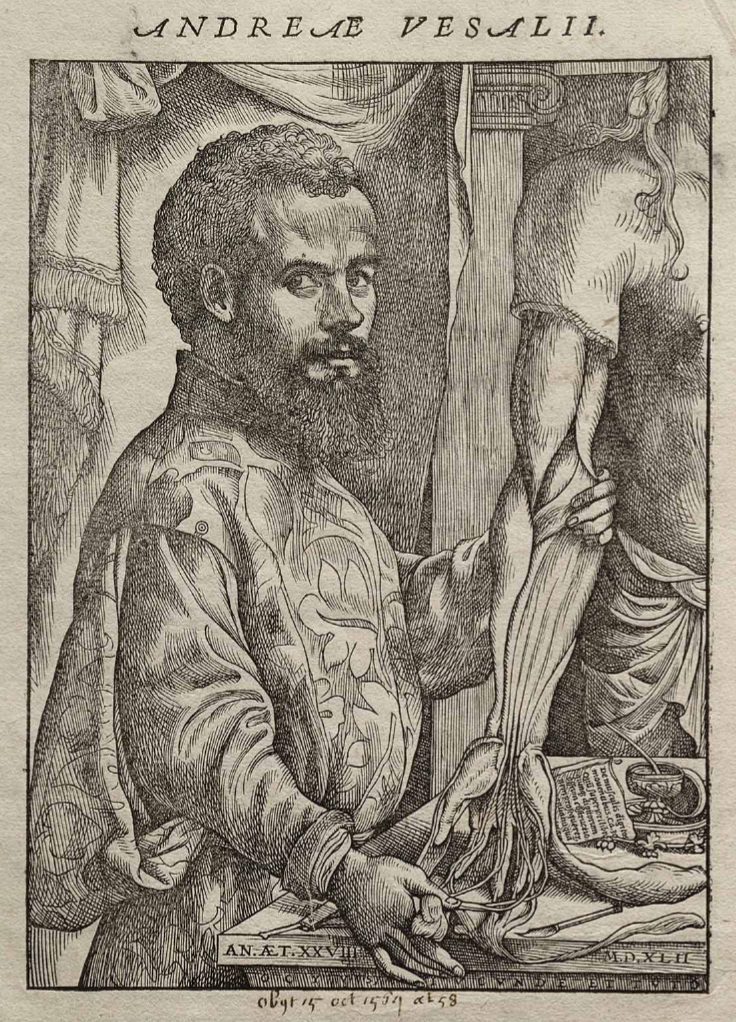
Andreas Vesalius

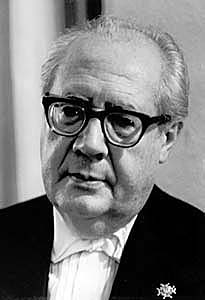
Andrés Segovia

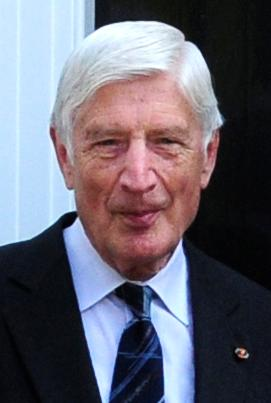
Dries van Agt

### Andre
- Andre Agassi, Amerikaanse tennisser
- Andre Braugher, Amerikaanse acteur
- Andre Cason, Amerikaanse sprinter

### André
Zie André (voornaam).

### Andreas
- Andreas Wilhelmus Maria Ausems, Nederlandse verzetsstrijder van de Tweede Wereldoorlog
- Andreas Baader, Duitse terrorist
- Andreas Becker, Duitse hockeyer
- Andreas Birnbacher, Duitse biatleet
- Andreas Bonn, Nederlandse arts, anatoom en chirurg
- Andreas Brehme, Duitse voetballer en voetbaltrainer
- Andreas Capellanus, middeleeuwse schrijver
- Andreas Cellarius, Nederlandse kosmograaf
- Andreas Creusen, aartsbisschop van het Aartsbisdom Mechelen
- Andreas Ekberg, Zweeds voetbalscheidsrechter
- Andreas Eschbach, Duitse schrijver
- Andreas Gabalier, Oostenrijkse zanger
- Andreas Giglmayr, Oostenrijkse triatleet
- Andreas Goldberger, Oostenrijkse schansspringer
- Andreas Gursky, Duitse fotograaf
- Andreas Hallén, Zweedse componist
- Andreas Hermes, Duitse politicus
- Andreas Kaplan, Duitse econoom
- Andreas Keller, Duitse hockeyer
- Andreas Kinneging, Nederlands hoogleraar rechtsfilosofie
- Andreas Kisser, Braziliaans gitarist, songwriter en producent
- Andreas Klier, Duitse wielrenner
- Andreas Klöden, Duitse wielrenner
- Andreas Kofler, Oostenrijkse schansspringer
- Andreas Küttel, Zwitserse schansspringer
- Andreas Linger, Oostenrijkse rodelaar
- Andreas Lund, Noorse voetballer
- Andreas Sigismund Marggraf, Duitse chemicus
- Andreas Martens, Duitse striptekenaar en stripscenarist
- Andreas Matt, Oostenrijkse freestyleskiër
- Andreas van Oostenrijk, kardinaal-deken en plaatsvervangend gouverneur-generaal van de Zuidelijke Nederlanden
- Andreas Papandreou, Griekse politicus
- Andreas Pevernage, Nederlandse polyfonist
- Andreas Rinkel, aartsbisschop van Utrecht
- Andreas Ignatius Schaepman, aartsbisschop van Utrecht
- Andreas Schifferer, Oostenrijkse alpineskiër
- Andreas Seppi, Italiaanse tennisser
- Andreas Thom, Duitse voetballer
- Andreas Thorkildsen, Noorse speerwerper
- Andreas Trautmann, Oost-Duitse voetballer
- Andreas Vesalius,Vlaamse arts en anatoom
- Andreas Wank, Duitse schansspringer
- Andreas Widhölzl, Oostenrijkse schansspringer

### Andres/Andrés
- Andres, Nederlandse zanger van het duo Sandra & Andres
- Andrés Gimeno, Spaanse tennisser
- Andrés Gómez, Ecuadoraanse tennisser
- Andrés Iniesta, Spaanse voetballer
- Andrés Segovia, Spaanse gitarist

### Andries
- Andries Beeckman, Nederlandse kunstschilder
- Andries Bicker, Nederlandse koopman en bewindhebber van de VOC
- Andries Copier, Nederlandse ontwerper, edelsmid en glaskunstenaar
- Andries Cornelis Dirk de Graeff, Nederlandse politicus
- Andries I Keldermans, Vlaamse architect en bouwmeester
- Andries Knevel, Nederlandse theoloog, schrijver en radio- en televisiepresentator
- Andries Pretorius, leider van de Voortrekkers
- Andries de Wilde, Nederlandse grootgrondbezitter, planter en chirurgijn

### Andrius
- Andrius Skerla, Litouwse voetballer

### Dries
- Dries van Agt, Nederlandse premier
- Dries Devenyns, Belgische wielrenner
- Dries Van Noten, Belgische modeontwerper
- Dries Roelvink, Nederlandse volkszanger
- Dries Mertens, Belgische voetballer
- Dries Boszhard, Bekende voetballer
- Dries Van Langenhove, Vlaams-nationalistisch activist
- Dries De Bondt, Belgische wielrenner

## Fictieve figuren
- Andreas Ketterley, een personage uit de Kronieken van Narnia